# Thomas Croat
Thomas Croat (1938) is een Amerikaanse botanicus.
In 1962 behaalde hij zijn B.A. aan Simpson College in Indianola (Iowa). In 1966 behaalde hij zijn M.A. aan de University of Kansas. In 1967 behaalde hij aan dezelfde universiteit een Ph.D. met het proefschrift A taxonomic study of the genus Solidago (Compositae) in Kansas.
Croat is actief aan de faculteit biologie van de Washington University in Saint Louis (Missouri). Tevens is hij adjunct-associate professor aan de St. Louis University en de University of Missouri-St. Louis. Ook is hij actief als conservator van de Missouri Botanical Garden.
Croat is gespecialiseerd in de systematiek en ecologie van neotropische soorten uit de aronskelkfamilie (Araceae), de floristiek van de aronskelkfamilie in neotropische gebieden, het kweken van soorten uit de aronskelkfamilie en fenologische variaties binnen de neotropische flora. Hij heeft in zij leven meer dan 10.000 levende planten verzameld, die hij heeft ontdekt tijdens veldwerk in vooral tropische gebieden.
Onderzoek waar Croat zich op richt, betreft Dieffenbachia uit Midden- en Zuid-Amerika, Rhodospatha en Chlorospatha. Tevens houdt hij zich bezig met het in kaart brengen van soorten uit de aronskelkfamilie uit verschillende gebieden, waaronder Meso-Amerika, Ecuador, de Guyana's, Bolivia, Bajo Calima (Valle del Cauca, Colombia), La Planada, (Nariño, Colombia) en Reserva Yotoco (Valle del Cauca, Colombia).
Croat is (mede)auteur van artikelen in wetenschappelijke tijdschriften als American Journal of Botany, Annals of the Missouri Botanical Garden, Brittonia, Novon en Willdenowia. Croat is (mede)auteur van meer dan 450 botanische namen, met name van taxa binnen de aronskelkfamilie. Hij heeft Philodendron werkhovenia naar Marga Werkhoven vernoemd. Samen met Dorothy Bayb heeft hij Stenospermation escobariae naar Linda Escobar vernoemd. Croat heeft Anthurium plowmanii en Philodendron plowmanii naar Timothy Plowman vernoemd.
Croat is een vooraanstaand lid van de International Aroid Society en de Botanical Society of America. Hij participeert in de Flora Mesoamericana, een samenwerkingsproject dat is gericht op het in kaart brengen en beschrijven van de vaatplanten van Meso-Amerika. Tevens is hij verbonden aan de Organization for Flora Neotropica (OFN), een organisatie die als doel heeft om een gepubliceerd overzicht te geven van de flora van de neotropen.

## Publicatie
- Xanthosoma feuersteiniae (Araceae), a new species from southeastern Ecuador; Thomas B. Croat & Josef Bogner; in: Willdenowia 35 - 2005, 327-331